# Kluppeneggerhof
Der Kluppeneggerhof steht im Ort Alpl in der Marktgemeinde Krieglach im Bezirk Bruck-Mürzzuschlag in der Steiermark. Der Bergbauernhof ist das Geburtshaus von Peter Rosegger und ist heute ein Museum. Das mehrere hundert Jahre alte Gebäude steht unter Denkmalschutz (Listeneintrag).

## Geschichte
Ein Hof an dieser Stelle wurde erstmals 1493 erwähnt. Das heutige Wohngebäude geht nach einer Jahreszahl am Trambaum der Holzbalkendecke in der „großen Stube“ auf das Jahr 1744 zurück. Bald darauf gelangte durch Heirat Peter Roseggers Urgroßvater auf den Hof. In der „großen Stube“ kam am 31. Juli 1843 Peter Rosegger zur Welt. Die Familie war bis 1868 durch Missernten, Viehseuchen und Krankheiten verschuldet und musste den Hof verkaufen. Später wechselte dieser mehrfach den Besitzer, so kaufte 1876 Roseggers späterer zweiter Schwiegervater, Wenzel Ludwig Knaur, den Hof. Im Jahr 1927 erwarb das Land Steiermark das bereits verfallene Wohnhaus und die ruinösen Nebengebäude. 1929 wurde das Verwalterhaus errichtet. Ein Nachbau der Brechelhütte stammt aus den 1970er Jahren. Der „Umadumstall“ wurde für die Steirische Landesausstellung 1993 rekonstruiert. Die Anlage des Bauernhofes ist heute Teil des Universalmuseums Joanneum und steht, wie eine früher zum Hof gehörige Mühle am Freßnitzbach, unter Denkmalschutz.

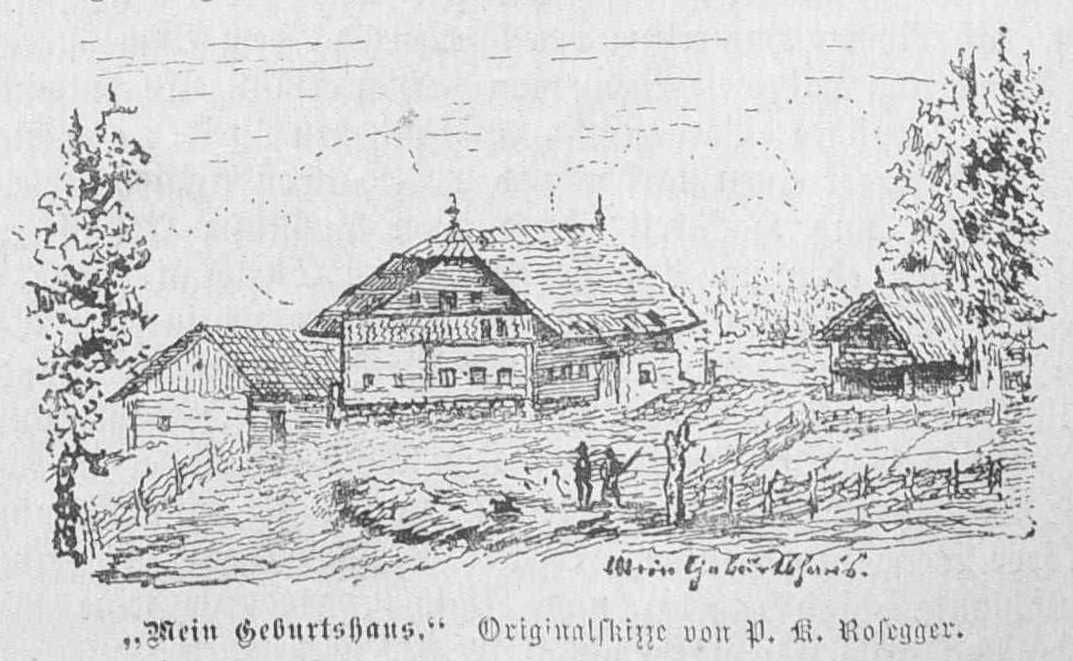
„Mein Geburtshaus.“ Originalskizze von P. K. Rosegger. (1888)
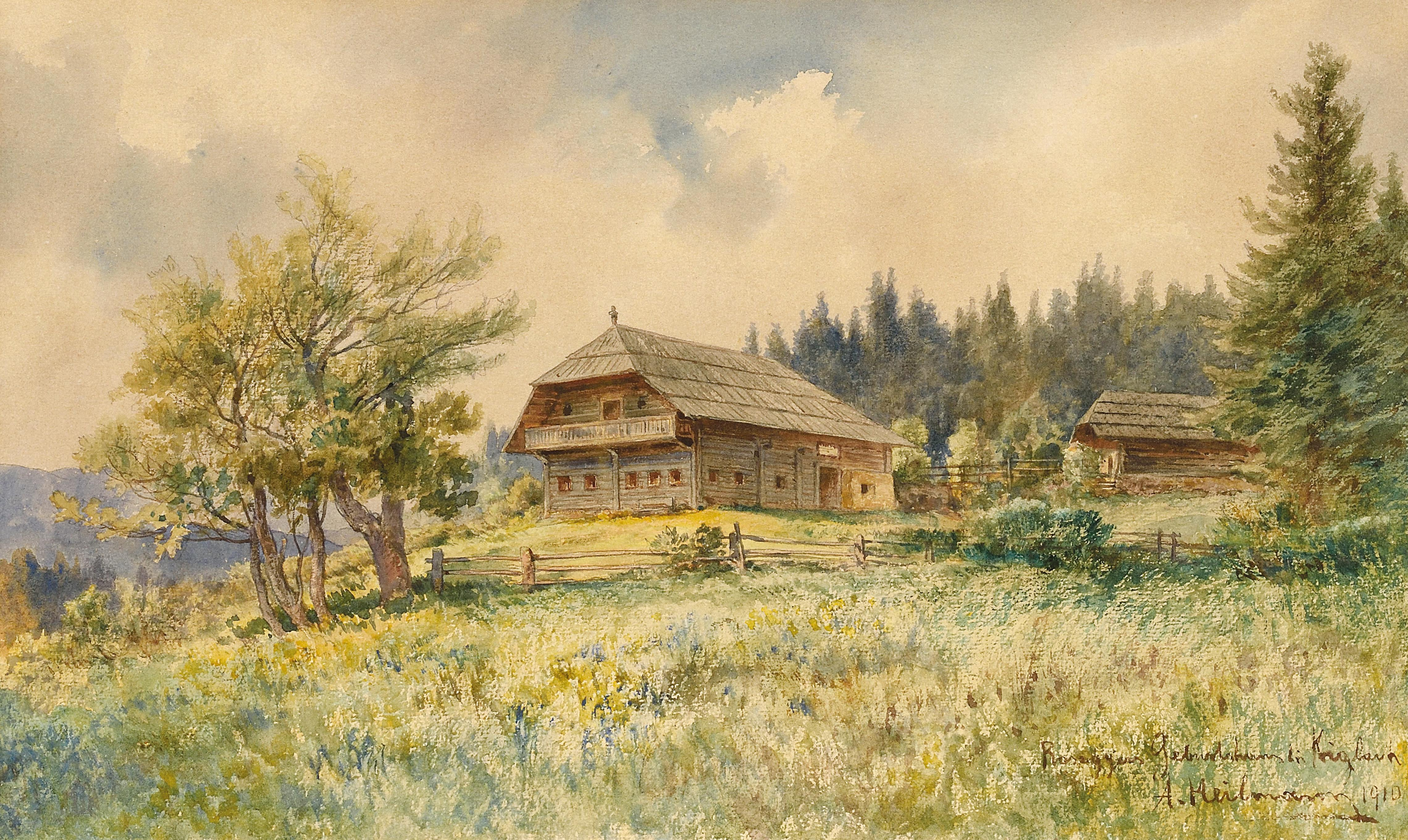
Aquarell von Anton Paul Heilmann aus dem Jahr 1910
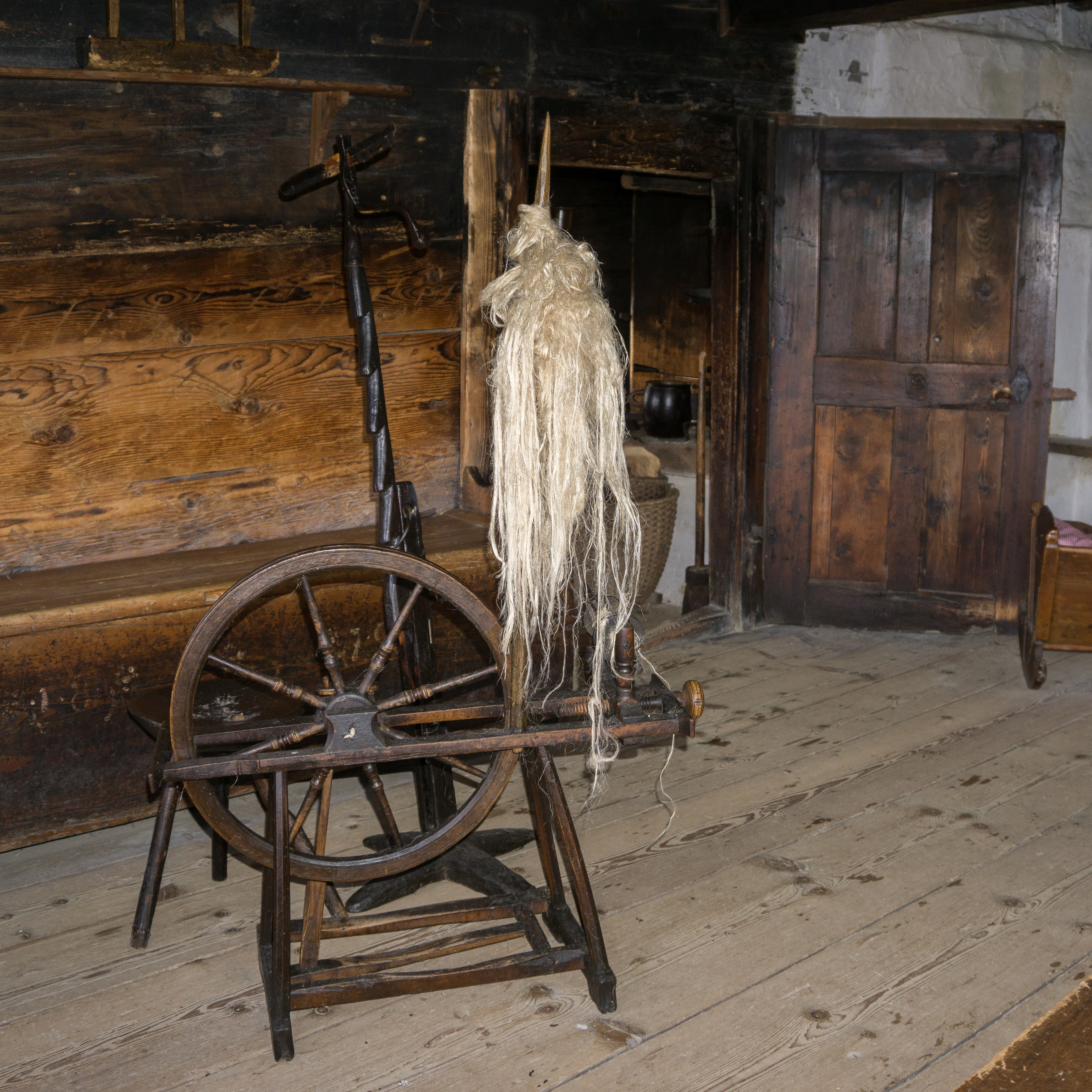
Spinnrad in der „großen Stube“
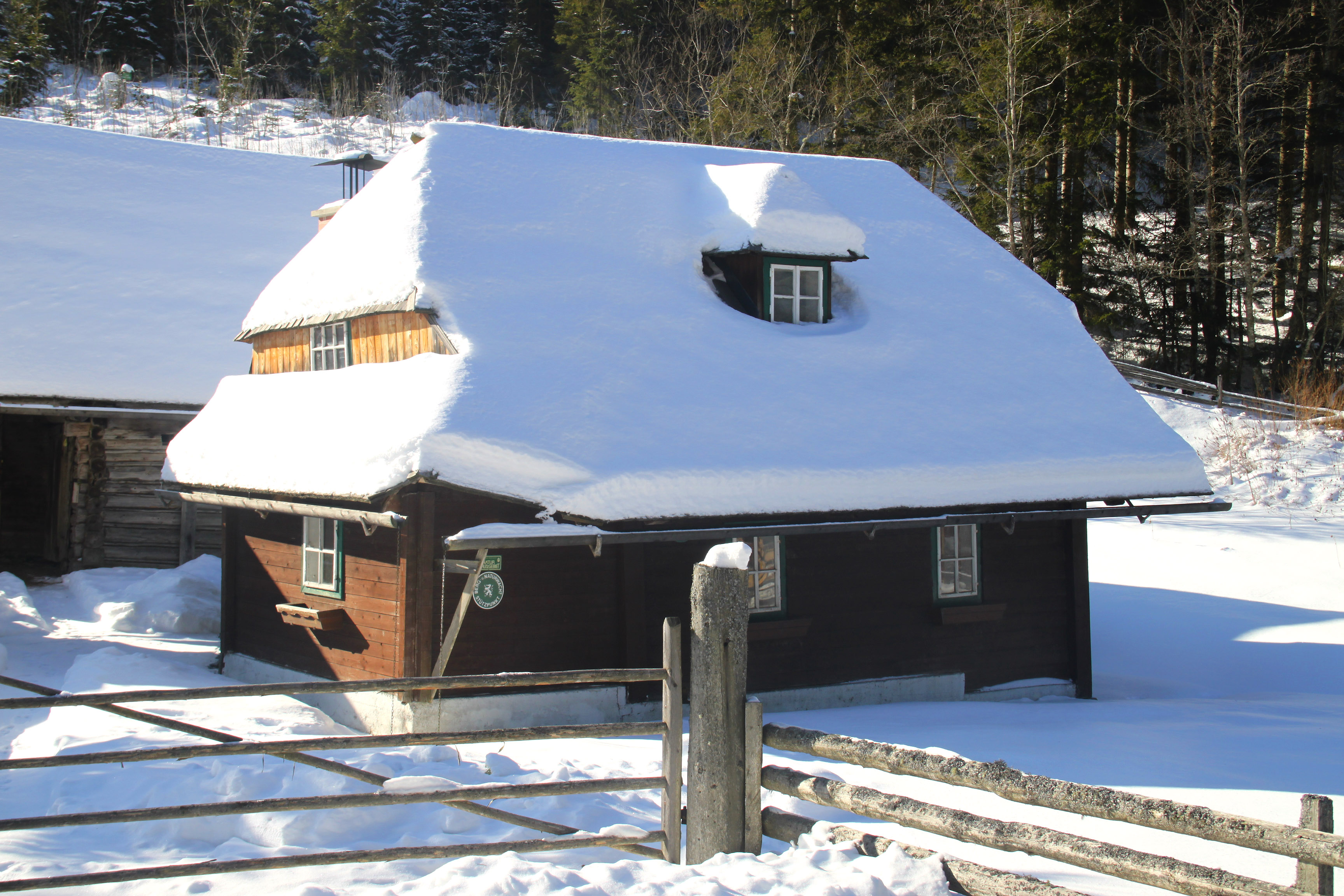
Ehemalige Mühle des Kluppeneggerhofes
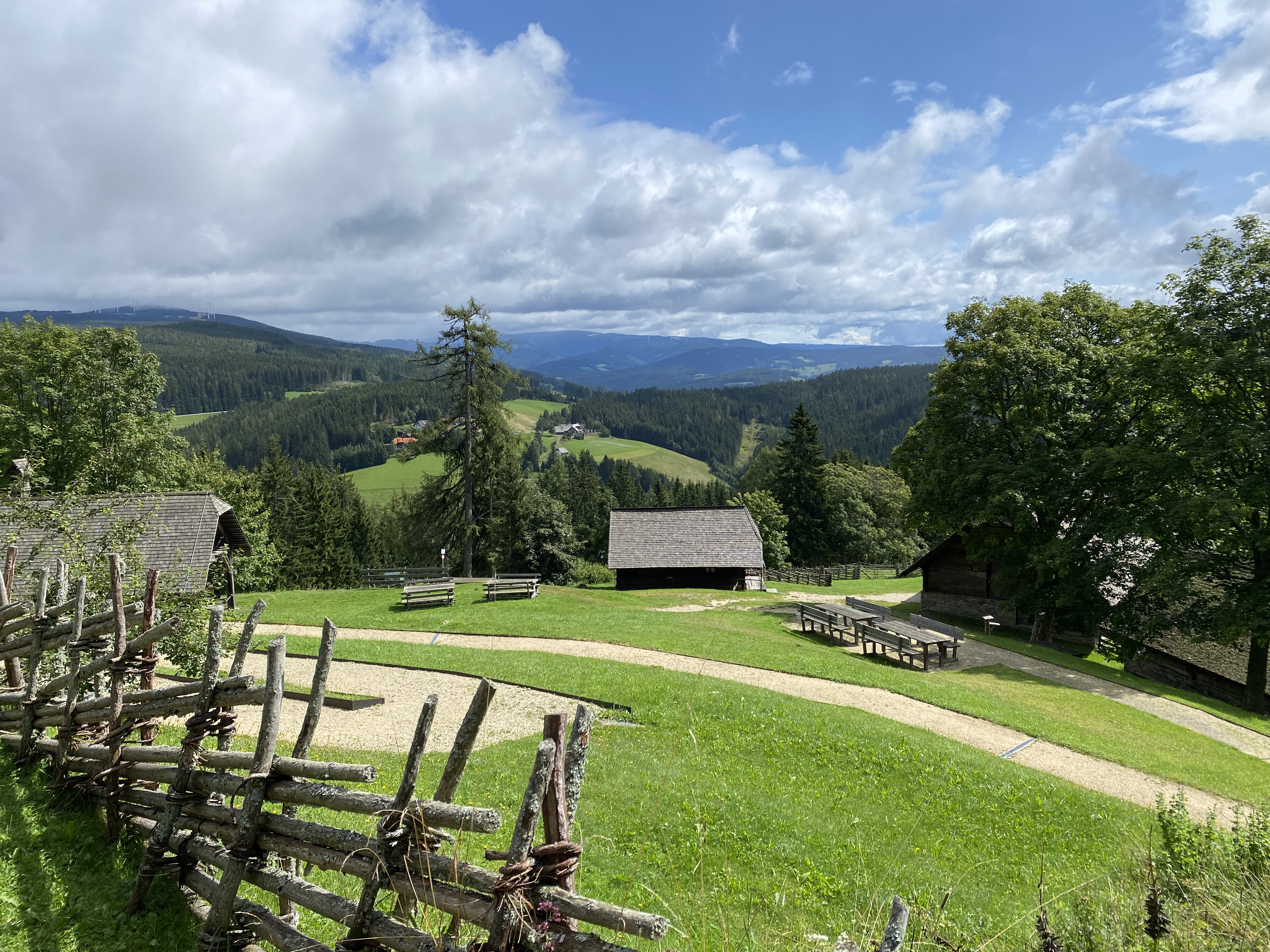
Der Hof im Sommer

## Anlage und Name

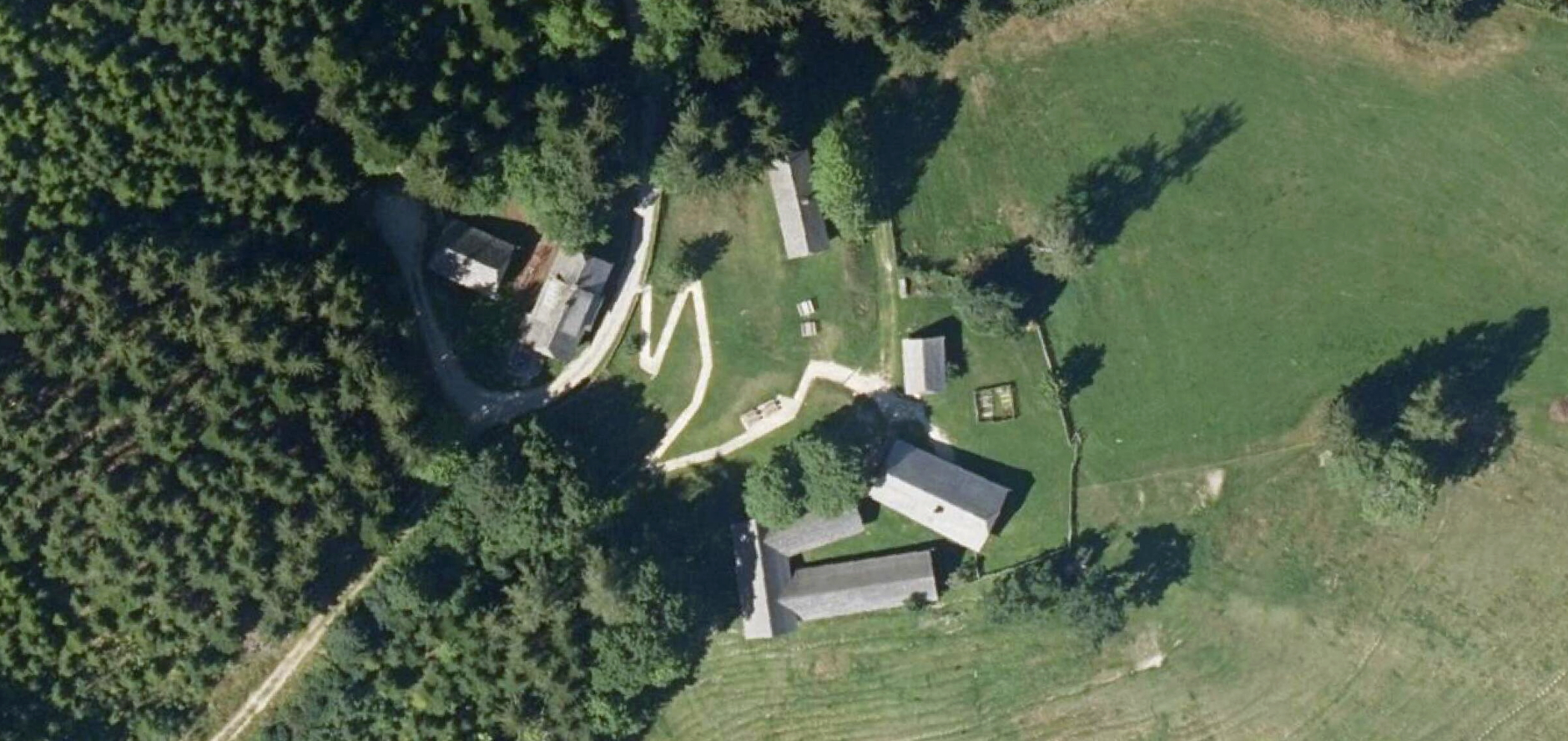
Luftbild (2020er-Jahre)

Es handelte sich um einen Dreiseithof mit Wohnhaus, Stallgebäude, sowie Nebengebäuden, einer Flachsbrechelstube, einer Getreide- und einer Gerätekammer. Die alte Bezeichnung war „vorderer Kluppenegger“ oder „unterer Kluppenegger“, in Abgrenzung zum (nicht mehr vorhandenen) Nachbarhof „hinterer Kluppenegger“ oder „oberer Kluppenegger“. Der Name dürfte sich von Kluppe ableiten, was Zange bedeutet (als Wort für Wäscheklammer noch gebräuchlich) und die Landschaftsform beschreibt.